# Grewia lorifolia
Grewia lorifolia là một loài thực vật có hoa trong họ Cẩm quỳ. Loài này được Baill. mô tả khoa học đầu tiên năm 1888.